# Brises
Brises (altgriechisch Βρίσης Brísēs), auch Briseus, ist in der griechischen Mythologie ein Sohn des lelegischen Königs Ardys, Bruder des Chryses und Vater der Hippodameia.
Im Trojanischen Krieg wird diese von den Griechen als Kriegsgefangene entführt und dient Achilleus fortan als Lustsklavin. Brises wird zudem als Priester des Apollon in der kleinasiatischen Stadt Lyrnessos beschrieben. Nach der Zerstörung seines Hauses und der Stadt Lyrnessos durch die Griechen während des Trojanischen Krieges erhängt er sich.